# تسجيلات إكس أل
تسجيلات إكس أل بالإنجليزية: (XL Recordings) هي شركة تسجيلات بريطانية مستقلة تأسست عام 1989 على يد تيم بالمر ونيك هالكس. منذ عام 1996، يديرها ويمتلكها ريتشارد راسل، وهي جزء من مجموعة بيغارز. تقوم الشركة بإصدار حوالي ستة ألبومات سنويًا، وتنشط في إصدار الألبومات على مستوى العالم، مع تنوع في الأنواع الموسيقية التي تعمل بها.

## وصلات خارجية
- الموقع الرسمي